# 헨리 에브리
헨리 에브리(영어: Henry Every, 1659년 8월 20일 ~ 1696년 6월 실종)는 1690년대 중반에 대서양 및 인도양에서 활동한 잉글랜드의 해적이다.
본래는 흑인 노예 매매업을 하였으며, 이후 버뮤다에 파견된 영국 총독의 요청으로 흑인 노예를 아프리카의 희망봉에서 대서양을 거쳐 아메리카로 실어 나르는 일을 맡았다. 1694년 스페인의 사략선에 고용되어 프랑스 상선과 해적 퇴치를 전문으로 했으나, 이후 카리브해의 한 섬에서 선원들이 반란을 일으키자 새 선장으로 추대되어 다른 해적들과 연합을 맺었다. 
1695년 무굴 제국의 배를 습격하여 막대한 재물을 탈취하였으며, 이에 영국은 에브리를 수배 명단에 올렸으나 바하마에 있던 영국 총독의 비호를 받았다. 후에 아일랜드로 출항해 영국 해군이 출동하였으나 에브리는 자취를 감추었으며, 일반적으로 1699년 잉글랜드에서 사망했다고 알려져 있다.
활동하던 당대에 가장 악명높은 해적으로, '대해적'(The Arch Pirate) 또는 '해적왕'(The King of Pirates)이라는 거창한 별명들이 붙었다. 에브리의 해적질은 불과 2년 동안 이루어졌지만 성공적인 약탈로 가장 부유한 해적 중 하나가 되었고, 체포되거나 살해되지 않고 은퇴하여 잠적했기에 그 악명은 더욱 높아졌다.

## 같이 보기
- 해적의 황금시대